# Haacht
Haacht è un comune belga delle Fiandre, situato nel Brabante Fiammingo e facente parte dell'arrondissement di Lovanio.
È conosciuta soprattutto perché dà il nome alla Brouwerij Haacht, birrificio che produce la birra "Primus" ed è la più importante e più antica Brouwerij del Belgio.
La municipalità comprende i centri abitati di Haacht, Kelfs, Tildonk, Wakkerzeel e Wespelaar.